# Candy oder die sexte der Welten

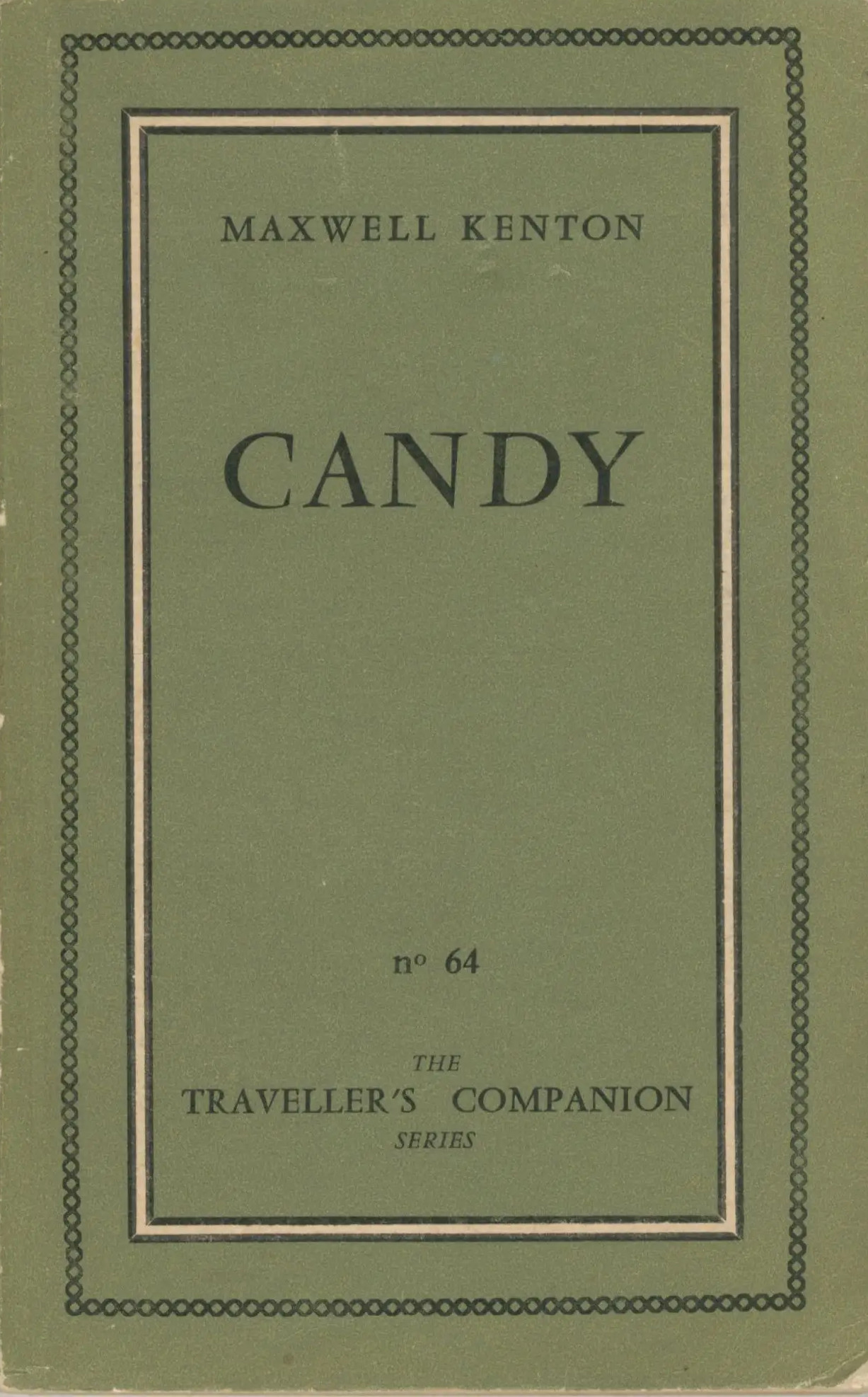
Cover der Erstausgabe 1958

Candy oder die sexte der Welten (Originaltitel: Candy) ist ein pikaresk-erotischer Roman von Terry Southern und Mason Hoffenberg, der 1958 im Pariser Verlag Olympia Press von Maurice Girodias erschien.

## Entstehung
Im Dezember 1956 machten Terry Southern und Mason Hoffenberg dem Verleger Girodias den Vorschlag, zusammen ein Buch zu schreiben, eine grotesk-satirische Geschichte eines naiven jungen Mädchens nach dem Muster der Damsel in Distress, mit reichlich Sex darin, angelehnt an Voltaires Candide, daher auch der Name der Protagonistin Candy. Girodias ging auf den Vorschlag ein und erklärte sich bereit, einen Vorschuss von 50.000 Francs zu zahlen, was damals 500 USD entsprach. Southern und Hoffenberg machten sich an die Arbeit. Southern lebte damals in Genf und Hoffenberg in Paris, weshalb man überein kam, jeweils ein Kapitel zu schreiben und dieses dann für Korrekturen und Ergänzungen an den anderen Partner zu schicken. Zwischenzeitlich stockte die Arbeit, vor allem da Southern auch mit einem anderen Projekt beschäftigt war, The Magic Christian, später Vorlage für den Beatles-Film Magic Christian.
Ende 1957 näherte sich die Arbeit aber dem Ende. Der von Southern verfasste Klappentext lautete:

„Candy by Maxwell Kenton … the bitter-sweet story of a beautiful young girl’s undoing … and of the men and boys who undo. Or perhaps it was the darling girl’s own fault, for being … irresistible. You can decide, in nine exciting chapters: Candy and the Professor of Philosophy, Candy and the Italian Painter, Candy and the Jewish Writer, Candy and the Giant Negro, Candy and the Porto Rican Drug Fiend, Candy and the Mad Hunchback, Candy and Her Father’s Twin, Candy and the Psychoanalyst, Candy and the Gentle Priest, Candy and … Buddha! A masterful satire, with something for every taste – except perhaps the prudish. Sure to be a Best Seller.“

„Candy von Maxwell Kenton … die bittersüße Geschichte vom Verderben eines schönen jungen Mädchens … und von den Männern und Jungs, die es verderben. Vielleicht ist es aber auch die eigene Schuld des süßen Mädchens, weil es … unwiderstehlich ist. Das können Sie in neun spannenden Kapiteln entscheiden: Candy und der Philosophieprofessor, Candy und der italienische Maler, Candy und der jüdische Schriftsteller, Candy und der Riesenneger, Candy und der portugiesische Drogensüchtige, Candy und der verrückte Bucklige, Candy und der Zwilling ihres Vaters, Candy und der Psychoanalytiker, Candy und der sanfte Priester, Candy und … Buddha! Eine meisterhafte Satire, die für jeden Geschmack etwas bietet – außer vielleicht für den prüden. Mit Sicherheit ein Bestseller.“

Girodias hatte gewünscht, dass die wirklichen Namen der Autoren im Titel erscheinen. Southern hatte das auf Anraten seiner Agentin abgelehnt, so einigte man sich auf „Maxwell Kenton“, ein zuvor schon von Southern verwendetes Pseudonym, als Gemeinschaftspseudonym für Southern und Hoffenberg. Southern verfasste dann auch noch eine fiktive Biographie des Autors Maxwell Kenton, demzufolge es ein amerikanischer Atomwissenschaftler sei, nicht länger willens, die Welt mit Entsetzen zu füllen, der stattdessen nun Freude und Unterhaltung bringen will.

## Publikation
Candy erschien im Oktober 1958 als Band 64 der Olympia-Press-Reihe Travellers’s Companion mit einer Auflage von 5000 Exemplaren. Sehr bald begann die Brigade mondaine, die französische Sittenpolizei, sich für das Werk zu interessieren, worauf hin Girodias es vom Markt nahm und mit neuem Umschlag unter dem Titel Lollipop neu herausbrachte.
Wie bei Girodias öfters der Fall, erwies er sich bei seinen Zahlungen an die Autoren von Candy als unzuverlässig. Diese reagierten, indem sie einen Anwalt beauftragten und den Vertrag mit Girodias aufgrund der ausgebliebenen Zahlungsraten kündigten, was es ihnen ermöglichte, Anfang 1964 Candy in den USA bei Putnam herauszubringen, unter Ausschluss von Girodias. Nachdem Candy dort zuvor nur klandestin verbreitet worden war, wurde es nun zum Bestseller. Das Buch blieb 11 Wochen auf der Bestsellerliste, erlebte vor Jahresende 13 Auflagen und verkaufte sich über 1 Million Mal. Hoffenberg meinte 1973:
Candy war das beliebteste „dirty book“ in Europa, damals, als der Oberste Gerichtshof befand, dass amerikanisches Protoplasma nicht an den Knochen verfaulen würde, wenn das Wort „fuck“ gedruckt würde. So wurde es hier eine große Sache. Es war ein Schmuddelbuch, das auch lustig war. Die Amerikaner waren derart naiv, dass sie nicht wussten, was sie davon halten sollten, und beschlossen, es müsse ein satirisches Meisterwerk sein. Wenn Candy heute herauskäme, würden sie es wohl für nicht so satirisch halten.
Girodias schrieb einen weinerlichen Brief an die Autoren, er wäre in letzter Zeit in einer sehr schwierigen Situation gewesen, da man ihn mit einer Strafe von 20.000 USD belegt und zu einem Jahr Gefängnis verurteilt habe – wofür es keinen Beleg gibt – und schlug eine neue Zahlungsvereinbarung vor. Southern und Hoffenberg reagierten nicht. Sie hatten anderes zu tun, denn inzwischen hatte Hollywood Interesse an einer Verfilmung signalisiert und vor allem Southern, der bereits Erfahrung als Drehbuchautor hatte, steckte in Vorbereitungen.
Aber die weitere Entwicklung wurde kompliziert durch ungeklärte Urheberrechtsfragen. Für die Olympia-Originalausgabe war in den USA kein Copyright eingetragen worden, was dem Verlag Lancer Books erlaubte, Anfang 1965 diese Version in den USA als Taschenbuch herauszubringen, gleichzeitig mit der Taschenbuchausgabe von Putnam. Zudem gab es eine Klausel im Verlagsvertrag mit Putnam, aufgrund derer Putnam den Autoren nichts mehr bezahlen musste, wenn eine konkurrierende Ausgabe erschiene. Die Situation war verfahren, alle Beteiligten hatten Anwälte in Marsch gesetzt und auch Girodias mengte sich ein und konferierte mit Putnam. Und während diese Auseinandersetzungen andauerten und Gerichtsverfahren in den USA und Frankreich liefen, waren die Verhandlungen über eine Verfilmung blockiert, solange das Copyright nicht geklärt war. In den USA hatte nach Lancer auch Greenleaf eine nicht lizenzierte Ausgabe herausgebracht und in Großbritannien hatte Girodias insgeheim die Candy-Rechte an Tandem Books verkauft.
Im Mai 1966 entschied ein französisches Gericht zugunsten der Autoren und verurteilte Girodias zur Leistung der ausstehenden Zahlungen. Das amerikanische Copyright Office entschied hingegen zugunsten Girodias’, dass Olympia Press Inhaber des Copyright in den USA sei. Um die komplizierte Situation noch komplizierter zu machen, kam es zu Auseinandersetzungen zwischen den Autoren. Hoffenberg verlangte, in Hinblick auf Filmrechte und Drehbuch Southern völlig gleichgestellt zu werden und verweigerte seine Unterschrift unter eine Vereinbarung, die mit Hilfe von Leon Friedman, dem New Yorker Anwalt von Girodias, endlich zustande gekommen war. Nach einigem weiterem Hin und Her unterzeichnete Hoffenberg dann doch und am 10. Januar war eine Vereinbarung geschlossen, die Olympia die britischen Rechte zugestand und alle anderen Rechte den Autoren, womit der Weg frei war für Girodias in England und für die Autoren mit dem geplanten Film in den USA. Die Klärung des Urheberrechts kam allerdings für die Beteiligten zu spät, was die Bucherlöse betraf, da zu diesem Zeitpunkt die Raubdrucker den Markt schon mit Taschenbüchern überschwemmt hatten.
1968 wurde Candy von Christian Marquand verfilmt, mit einem bemerkenswerten Staraufgebot: Charles Aznavour, Marlon Brando, Richard Burton, James Coburn, John Huston, Walter Matthau und Ringo Starr spielten mit. Trotz des Staraufgebots hatte der Film bei seinem Erscheinen kaum Erfolg. In einer Kritik des British Film Institute heißt es, der Film sei:

„[…] frenzied, formless and almost entirely witless adaptation of the enchanting Southern-Hoffenberg pornographic parable. No longer does Candy blithely chirrup ‘Good Grief!’ at each new sexual calamity, while welcoming the opportunity to give herself to alleviate sex-suffering humanity. Instead she defends her modesty with some vigour – her falls from grace being obscured by bowdlerisation as well as censor cuts – thus robbing the book of its point as well as its charm.“

„Der Film ist eine hektische, formlose und fast völlig witzlose Adaption der bezaubernden Southern-Hoffenberg-Pornoparabel. Candy zwitschert nicht mehr fröhlich „Good Grief!“ bei jedem neuen sexuellen Malheur, während sie die Gelegenheit begrüßt, sich zur Linderung der sexuell leidenden Menschheit hinzugeben. Stattdessen verteidigt sie ihre Sittsamkeit mit einigem Nachdruck – wobei ihre Sündenfälle durch Bowdlerisierungen und Zensurschnitte verdeckt werden – und beraubt das Buch damit sowohl seines Sinns als auch seines Charmes.“

## Inhalt
Die 18 Jahre alte Philosophiestudentin Candy Christian ist äußert hübsch und begehrenswert, aber sehr naiv. In einem Aufsatz schreibt sie:

„To give of oneself—fully—is not merely a duty prescribed by an outmoded superstition, it is a beautiful and thrilling privilege.“

„Sich voll und ganz zu verschenken ist nicht nur eine Pflicht, die von einem überholten Aberglauben vorgeschrieben wird, es ist ein schönes und aufregendes Privileg.“

Bei ihrem Versuch, ihre ethischen Grundsätze in die Praxis umzusetzen, gerät sie von einer skurrilen Situation in die nächste, wenn ein Mann nach dem anderen ihre volle und selbstverständlich sexuelle Hingabe einfordert. Als erster ist das ihr Philosophieprofessor Mephesto, dem sie sich in ihrer Unschuld und Verwirrung entziehen kann, es dann aber bereut. Daher entschließt sie sich, dem mexikanischen Gärtner ihres Vaters als einem exemplarischen Vertreter der sexuell Unterprivilegierten ihre Hingabe zu schenken. Dazu kommt es aber nicht, da ihr Vater auftaucht, es zu einem Streit kommt, bei dem Mr. Christian einen Schädelbruch erleidet. Candy besucht ihn im Krankenhaus, wo sie auch ihren Onkel Jack, den Zwillingsbruder ihres Vaters, und dessen Frau Livia vorfindet, eine äußerst lebenslustige und lebenserfahrene Dame, die nie ein Blatt vor den Mund nimmt. Ihr Onkel versucht, Candy zu verführen, was von einer Krankenschwester verhindert wird. In der entstehenden Verwirrung entkommt Candy und findet sich wieder in den Fängen des Krankenhauspsychiaters Dr. Irving Krankeit, der die wohltätigen Folgen der Masturbation für die Gesundheit erforscht.
Als Nächstes begegnet sie einem perversen Buckligen, den sie voll Mitleid mit zu sich in ihre Wohnung nimmt, wird in einem Café von zwei jungen Flegeln und einem Gynäkologen bedrängt, der sie auf der Toilette zu „untersuchen“ versucht, entkommt einer Polizeiverhaftung mit Hilfe von Pete Uspy, einem Antimaterialisten, der darauf besteht, dass Candy einer bevorstehenden Verhaftung sich durch sofortige Flucht nach Minnesota entziehen müsse, und landet dort in einer Art Hippie-Kommune, deren Guru Grindl sie zum Sex überredet, indem er ihn in metaphysische Begriffe kleidet.
Als Candy befürchtet, schwanger zu sein, sagt er ihr, dass die nächste Phase ihrer spirituellen Reise beginne, und kauft ihr ein One-Way-Ticket nach Kalkutta. Dort sieht sie einen mit Asche und Dung überkrusteten heiligen Mann, dem sie auf ihrer weiteren Reise nach Tibet in einem Tempel in Lhasa wieder begegnet. Mit ihm zusammen sitzt sie meditierend vor einem Bildnis des Buddha, sich auf einen Punkt konzentrierend, nämlich die Nase des Buddha. Plötzlich schlägt ein Blitz in den Tempel ein und Candy findet sich auf dem heiligen Mann liegend, eingeklemmt, da die Nase des Buddha auf sie gestürzt ist und von hinten in sie eindringt, während vorne das Glied des heiligen Mannes erwacht ist und sich in sie schiebt. Schließlich enthüllt der vom geborstenen Dach eindringend Regen die Identität des Pilgers. Es ist der aus dem Krankenhaus entkommene Vater von Candy. „GOOD GRIEF—IT’S DADDY!“ Damit schließt der Roman.

## Ausgaben
- Erstausgabe: Candy. Traveller’s Companion Series 64. Olympia Press, Paris 1958 (die Erstausgabe erschien unter dem Pseudonym Maxwell Kenton, die 2. und 3. Auflage bei Olympia Press erschien wegen Indizierung der Erstauflage unter dem Titel Lollipop).
- Englische Ausgabe:
  - UK: Candy. Bloomsbury, London 1997, ISBN 0-7475-3088-2.
  - USA: Candy. Grove Press, New York 1999, ISBN 0-8021-3429-7.
  - E-Book: Candy. Open Road, 2011, ISBN 978-1-4532-1740-5.
- Deutsch: Candy oder die sexte der Welten (Rororo 1482). Mit einem Nachwort von Martin Esslin. Übersetzt von Kai Molvig. Rowohlt, Reinbek bei Hamburg 1972, ISBN 3-499-11482-8. Zuletzt: 78.–92. Tsd. Rowohlt, Reinbek bei Hamburg 1986, ISBN 3-499-15691-1 (als Rororo 5691).